# Jaroslav Moravec (malíř)
Jaroslav Moravec (* 8. února 1930 Praha) je český malíř a grafik.

## Životopis
V letech 1951–1956 studoval na Akademii výtvarných umění v Praze u profesorů Emila Filly a Vladimíra Sychry. K roku 2002 dělal prezidenta v Česko-bavorském uměleckém spolku a byl viceprezidentem Masarykovy akademie umění.
Zabývá se zejména monumentální malířskou tvorbou pro architekturu. Za své práce z oblasti textilního výtvarnictví získal v roce 1956 dvě ceny v celostátní gobelínové soutěži. Od 60. let zobrazuje v rámci své výtvarné tvorby témata související s rozvojem vědy a techniky a civilizace celkově. Z této kategorie jsou známá především jeho díla s názvem Využití sluneční energie, Vesmír, Astronauti nebo Sluneční soustava. Dalšími tématy jeho tvorby byly motivy jazzu, tance, milenců, koupání a jiné. Jeho bratr Luboš Moravec se věnuje sochařství.
Je zastoupen ve velkém množství sbírek doma i v zahraničí. Konkrétně Alšova Jihočeská Galerie v Hluboké nad Vltavou, Galerie hlavního města Prahy, GVU Roudnice nad Labem, Moravská galerie v Brně, Galerie výtvarného umění v Chebu, Východočeská galerie v Pardubicích, Muzeum SNB Praha, Archiv des internationalen Arbeitskreises für konstruktive Gestalung v Bonnu, John Brown Archive Shaker Seed House v Tyringhamu, Centro documentazione organizzazione comicazioni visive v Parmě a Muzeum husitského revolučního hnutí v Táboře.
Během své profesní kariéry uspořádal přes desítku samostatných výstav doma i v zahraničí. Například v roce 1992 v Berlíně. Vystavoval také v rámci kolektivních výstav, například v roce 1986 v Minneapolis na výstavě s názvem Mail Art v galerii jménem Studio Arts Gallery.

## Dílo
- 1957: Gobelín Kázání na hoře Tábor[1]
- 1957–1959: Mozaika pro čelní stěnu nádraží v Pardubicích[1]
- 1960: Dvě mozaiky pro nádraží v Chebu[1]
- 1960: Sluneční soustava, hotel Moskva ve Zlíně[1]
- 1961–1962: Vítězství, dvě mozaiky v budově nádraží Chebu, skleněný smalt[1]
- 1962: Vesmír, skleněná mozaika, nádraží v Chebu[4]
- 1963: Mozaika na čelní stěně mateřské školy Na Šalamounce v Praze[1]
- 1983: Znamení zvěrokruhu, nástěnná malba, nádraží Chomutov[5]
- 1984: Hodiny, nástěnná malba, Jirkov[6]